# The Midnight
The Midnight è un duo musicale statunitense formatosi nel 2012. È costituito dai musicisti Tyler Lyle e Tim McEwan.

## Storia del gruppo
I Midnight hanno conseguito i loro primi due ingressi nella Billboard 200 rispettivamente con i dischi Monsters (134ª posizione; 2020) e Heroes (167º posto; 2022). Entrambi gli album hanno anche esordito nella Official Albums Chart, mentre il primo ha raggiunto la 28ª posizione delle ARIA Charts.
In precedenza, hanno pubblicato gli LP Endless Summer (2016), Nocturnal (2017) e Kids (2018).

## Formazione
- Tyler Lyle – voce, chitarra, sintetizzatori (2012-presente)
- Tim McEwan – voce, produttore, percussioni, sintetizzatori (2012-presente)

## Discografia

### Album in studio
- 2016 – Endless Summer
- 2017 – Nocturnal
- 2018 – Kids
- 2020 – Monsters
- 2022 – Heroes

### Album dal vivo
- 2023 – Red, White and Bruised: The Midnight Live

### EP
- 2014 – Days of Thunder
- 2021 – The Rearview Mirror (con Magik*Magik)

### Singoli
- 2015 – Lost & Found
- 2016 – Wemoveforward (con Talamanca)
- 2016 – Sunset
- 2016 – Vampires
- 2017 – Crystalline
- 2018 – Lost Boy
- 2018 – America 2
- 2018 – Arcade Dreams
- 2019 – America Online
- 2021 – Vampires (con Magik*Magik)
- 2022 – Change Your Heart or Die
- 2023 – Land Locked Heart
- 2025 – Love is an Ocean